# Дюнкерк (фільм, 2017)
«Дюнке́рк» (англ. Dunkirk) — воєнний драматичний трилер режисера та сценариста Крістофера Нолана, що вийшов у 2017 році. Головні ролі виконали Том Гарді, Марк Райленс, Фінн Вайтгед і Гаррі Стайлс.
Фільм розповідає про історію порятунку трьохсот тисяч солдатів під час Дюнкерської евакуації, яка відбулась під час Другої світової війни.
Світова прем'єра стрічки відбулася 13 липня 2017 року в кінотеатрі «Odeon Leicester Square» у Лондоні, Англія. Прем'єра фільму в Україні відбулася 20 липня 2017 року, у Великій Британії і США — 21 липня. Фільм отримав схвальні відгуки критиків, які відзначили сценарій, режисуру, звук, музику, а також операторську роботу. Деякі оглядачі назвали «Дюнкерк» однією з найвдаліших воєнних картин в історії кіно, а також найкращою у фільмографії Нолана. «Дюнкерк» є найкасовішим фільмом про Другу світову війну. Касові збори стрічки по всьому світі склали 526,9 мільйони доларів.
«Дюнкерк» отримав три номінації на премію «Золотий глобус», вісім номінацій на премію БАФТА і переміг в одній — «Найкращий звук», вісім номінацій на премію «Оскар» (зокрема в номінації «Найкращий фільм» та «Найкращий режисер» (Нолан вперше номінований за режисуру)) і переміг у трьох — «Найкращий монтаж», «Найкращий звуковий монтаж», «Найкращий звук».

## Сюжет
Сюжет фільму складається з трьох основних ліній, які охоплюють різні часові проміжки та відбуваються на воді, на суші та в повітрі. Сюжетні розгалуження поєднані у нелінійному наративі.

### I. Пірс
Юний британський рядовий Томмі (Фінн Вайтгед) біжить вулицями Дюнкерка, рятуючись від пострілів противника, і потрапляє на пляж, де тисячі солдатів очікують евакуації. Там він зустрічає солдата Ґібсона (Енейрін Барнард), що ховає загиблого товариша. З надією потрапити на корабель, який от-от відпливе, вони хапають пораненого солдата і несуть його до судна. На корабель їх не пускають, тому вони ховаються на молі, щоб за нагоди проникнути на борт. Корабель з пораненими потрапляє під обстріл і тоне. Томмі вдається врятувати Алекса (Гаррі Стайлс), рядового з підбитого корабля. Їх підводний човен і він також тоне. Ґібсон рятує Алекса та Томмі з корабельної пастки. Врятовані повертаються на берег.
Трійця, разом з кількома іншими солдатами, пробираються на невелике судно на мілині, плануючи під час припливу втекти на ньому. Проте німецькі солдати починають стріляти у борт. Через численні отвори від куль судно наповнюється водою і зрештою тоне. Врятовані пливуть до найближчого тральщика, але його топить німецький бомбардувальник. Їх рятує катер містера Доусона (Марк Райленс) і юнаки повертаються додому.

### II. Море
Королівський флот реквізує приватні катери для евакуації солдатів. Містер Доусон, його син Пітер (Том Ґлінн-Карні) і помічник Джордж (Баррі Кіоган) самостійно вирушають до Дюнкерка. У дорозі вони наштовхуються на контуженого солдата (Кілліан Мерфі) на уламку корабля. Коли він дізнається, що катер прямує до Франції, то намагається відібрати контроль над судном. У сутичці Джордж падає і отримує смертельну травму голови. Попри все Доусон не змінює курсу.
Вони стають свідками падіння одного зі спітфайрів. Пітер витягує пілота Коллінза (Джек Лоуден) з приводненого винищувача. Коли німецькі бомбардувальники починають обстрілювати тральщик, вони прямують до нього, щоб витягти з води уцілілих вояків. Вночі вони прибувають у Дорсет. Пізніше Пітер відносить фотографію Джорджа у місцеву газету, де описують його героїчний вчинок.

### III. Повітря
На підтримку військам в облозі через Ла-Манш відправляють три спітфайри з пілотами Фарріером (Том Гарді), Коллінзом і їхнім командиром на чолі. Вони приймають бій із літаками Люфтваффе. Командира збивають. У наступній перестрілці літак Коллінза пошкоджують і він змушений приводнитися. Фарріер підбиває бомбардувальник над потопленим тральщиком. Над Дюнкерком він залишається без пального, але встигає збити ворожий літак, рятуючи цивільні судна та військових. Посадивши літак за межами підконтрольної союзникам території, Фарріер підпалює літак і німці захоплюють його у полон.

## У ролях
| Актор           | Роль                                             |
| --------------- | ------------------------------------------------ |
| Фінн Вайтгед    | рядовий Британської армії Томмі                  |
| Гаррі Стайлс    | рядовий Британської армії Алекс                  |
| Анайрін Барнард | солдат Ґібсон                                    |
| Кеннет Брана    | командер Болтон                                  |
| Джеймс Д'Арсі   | полковник Віннант                                |
| Марк Райленс    | Доусон                                           |
| Том Ґлінн-Карні | син Доусона Пітер                                |
| Баррі Кіоган    | Джордж                                           |
| Кілліан Мерфі   | контужений солдат                                |
| Деміен Боннар   | французький солдат                               |
| Том Гарді       | пілот спітфайра Фарріер                          |
| Джек Лоуден     | пілот Королівських повітряних сил Коллінз        |
| Майкл Кейн      | голос в радіоповідомленні (в титрах не вказаний) |

## Український дубляж
Переклад: Олег Колесников

Режисер дубляжу: Ганна Пащенко

Звукорежисери: Олександр Мостовенко і Юрій Антонов
Ролі дублювали: Павло Лі, Андрій Федінчик, Олег Лепенець, Дмитро Терещук, Андрій Твердак, Іван Розін, Володимир Кокотунов та інші.
Фільм дубльований студією «Постмодерн» на замовлення «Кіноманії» у 2017 році.

## Виробництво
Ідея сценарію з'явилась у режисера у середині 1990-х, коли він із дружиною перепливав Ла-Манш. У 2015 році Нолан написав 76 сторінок сценарію,
 наполовину менший за звичні для нього та найкоротший його сценарій в цей час. Нолан вирішив зробити фільм чимось подібним до триптиху, розказаним з трьох точок зору — землі, моря та повітря. Сценарист побудував історію з наміром віддати перевагу візуальній оповіді, що означало відмову від діалогів та передісторій. Привабило Нолана ще й те, що Битва за Дюнкерк не була перемогою, а тому суперечила голлівудській формулі воєнної драми. Проте режисер вирішив відкласти «Дюнкерк» через недостатню досвідченість у виробництві масштабних блокбастерів.
Щоб точно передати відчуття солдатів на пляжі, для яких контакт з ворогом був «обмеженим та переривчастим», режисер прийняв свідоме рішення не показувати німецьких військових на екрані. Також знехтували будь-якими сценами з Вінстоном Черчиллем або кабінетними генералами, щоб «не загрузнути у політиці». Натхненням для Нолана слугували 11 кінокартин: «На західному фронті без змін» (1930), «Плата за страх» (1953), «Чужий» (1979), «Швидкість» (1994), «Некерований» (2010), «Жадібність» (1924), «Схід: Пісня двох людей» (1927), «Донька Раяна» (1970), «Битва за Алжир» (1966), «Вогняні колісниці» (1981), «Іноземний кореспондент» (1940) — тільки дві з яких є воєнними фільмами. Під час підготовки до проєкту режисер читав спогади свідків Дюнкерської операції, спілкувався з істориками та вивчав архівні матеріали. Історичним консультантом Нолана став історик Джошуа Лівайн.
Нолан і його художник-постановник Натан Кроулі вирішили знімати фільм, попри логістичні труднощі, на безпосередньому місці подій. Гойте ван Гойтема, що раніше співпрацював з Ноланом над фільмом «Інтерстеллар», став оператором. Нолан уклав угоду з Warner Bros., згідно з якою він отримав платню 20 мільйонів доларів, а також 20 % від касових зборів стрічки, найвигідніша угода з часу отримання Пітером Джексоном аналогічної суми за фільм «Кінг-Конг».
Пре-продакшн стрічки офіційно почався в січні 2016 року. Основне знімання фільму почали 23 травня 2016 року у Дюнкерку, для того, щоби уникнути останніх днів зими і Дня взяття Бастилії та збігтися з датами реальної евакуації.
Фільмування в Дюнкерку відбувалися на місці реальної евакуації, тоді як вуличні сцени знімалися поблизу Мало-ле-Бена, тому що більшість будинків у Дюнкерку були знищені під час Другої світової війни. Також знімальна група працювала в Нідерландах біля міста Урк, на штучному озері Ейсселмер.
Щоб звести до мінімуму необхідність створення ефектів комп'ютерної графіки, використовувалися картонні фігури солдатів та військової техніки, які створили ілюзію великої армії. Реальні винищувачі або їх макети, реальні військові кораблі та приватні човни забезпечили реалізм, який не може бути досягнутий за допомогою ефектів графіки. Всі макети були створені за допомогою 3D-друку.
Лі Сміт знову став монтажером стрічки Крістофера Нолана. Це їхня вже сьома спільна робота, починаючи з фільму «Бетмен: Початок». Пост-продакшн почався у вересні 2016 року.

## Кастинг
Наприкінці 2015 року відбулися переговори про виконання Томом Гарді, Кеннетом Браною та Марком Райленсом другорядних ролей. На ролі солдатів було обрано переважно маловідомих і молодих акторів. Також усі ролі виконують британські актори. У березні 2016 року на головну роль було відібрано Фінна Вайтгеда; незабаром після цього акторський склад поповнили Джек Лоуден, Енейрін Барнард та Гаррі Стайлз. Наступного місяця до проєкту долучився Кілліан Мерфі. У кінці травня каст поповнили Джеймс Д'Арсі, Баррі Кіоган і Том Глінн-Карні.

## Саундтрек
Музику до фільму написав композитор Ганс Ціммер. Роботу над композиціями він почав ще у січні 2016 року. З метою передачі інтенсивності було використано звукову ілюзію — тон Шепарда, яка раніше вже була у фільмі «Престиж». Її було поєднано зі звуком кишенькового годинника Крістофера Нолана. Додаткову музику надали працівники студії Ціммера Бенджамін Воллфіш, Ендрю Кавчинскі, Стів Маццаро і Лорн Белф.
«Nimrod» з твору британського композитора Едварда Елгара «Енігма-варіації» є частиною теми «Variation 15 (Dunkirk)», яка була сповільнена до шести ударів за хвилину з додаванням басових нот, щоб уникнути сентиментального звучання. Інструментування включало контрабас і чотирнадцять віолончелей, які грали у високому регістрі. Звукодизайнер Річард Кінґ передав Ціммеру звук мотора човна, який слугував посиланням на темп. Музика була записана в «AIR Lyndhurst Hall» у Лондоні.
| Dunkirk: Original Motion Picture Soundtrack | Dunkirk: Original Motion Picture Soundtrack | Dunkirk: Original Motion Picture Soundtrack | Dunkirk: Original Motion Picture Soundtrack |
| #                                           | Назва                                       | Автор(и)                                    | Тривалість                                  |
| ------------------------------------------- | ------------------------------------------- | ------------------------------------------- | ------------------------------------------- |
| 1.                                          | «The Mole»                                  | Ганс Ціммер                                 | 5:35                                        |
| 2.                                          | «We Need Our Army Back»                     | Ціммер                                      | 6:28                                        |
| 3.                                          | «Shivering Soldier»                         | Ціммер                                      | 2:52                                        |
| 4.                                          | «Supermarine»                               | Ціммер                                      | 8:03                                        |
| 5.                                          | «The Tide»                                  | Ціммер                                      | 3:48                                        |
| 6.                                          | «Regimental Brothers»                       | Ціммер Лорн Белф [ 49 ]                     | 5:04                                        |
| 7.                                          | «Impulse»                                   | Ціммер                                      | 2:36                                        |
| 8.                                          | «Home»                                      | Ціммер Бенджамін Воллфіш [ 49 ]             | 6:02                                        |
| 9.                                          | «The Oil»                                   | Ціммер                                      | 6:10                                        |
| 10.                                         | «Variation 15 (Dunkirk)»                    | Воллфіш Едвард Елгар [ 53 ]                 | 5:51                                        |
| 11.                                         | «End Titles»                                | Воллфіш Елгар Белф Ціммер [ 53 ]            | 7:12                                        |
| 59:46                                       |                                             |                                             |                                             |

## Сприйняття

### Касові збори
Касові збори «Дюнкерка» у Сполучених Штатах і Канаді склали 189 740 665 доларів, на інших територіях — 337 200 000 доларів, загалом у світі — 526 940 665 доларів. Виробничий бюджет фільму склав 100 мільйонів доларів.
Касові збори стрічки в Україні склали 20 620 981 гривню.
«Дюнкерк» є найкасовішим фільмом (без урахування інфляції) про Другу світову війну, перевершивши у світі 481,8 мільйонів доларів «Врятувати рядового Раяна».

### Критика
Фільм отримав схвальні відгуки критиків, які відзначили сценарій, режисуру, звук, саундтрек, а також операторську роботу. Деякі оглядачі назвали «Дюнкерк» найкращою стрічкою у фільмографії Нолана, а також однією з найвдаліших воєнних картин в історії кіно. На агрегаторі рецензій Rotten Tomatoes фільм має рейтинг 92 % (на основі 419 відгуків) і середню оцінку 8,7/10. На Metacritic стрічка має середній бал 94 зі 100 (на основі 53 рецензій).
У своїй рецензії Девід Ерліх з «IndieWire» підкреслював вміле застосування IMAX-камер: «Рішення не присвоювати один формат постановці екшену, а інший — до драматичних інтермедій, дозволяє фільму Нолана підтримувати інтенсивність (і жах) основної лінії від початку до кінця — це одне з багатьох рішень, спрямованих на збереження наявного напруження за будь-яку ціну».
Пітер Бредшоу з «The Guardian» нагородив стрічку 5-а зірками з 5-и можливих і назвав «Дюнкерк» найкращим фільмом Нолана та відзначив саундтрек: «„Дюнкерком“ Крістофер Нолан нарешті досяг висот Кубрика. Це потужний, чудово виконаний фільм з історією, що дозволяє уникнути воєнної порнографії задля чогось спустошеного та апокаліптичного, пляжу знеславлення, засміченого солдатами, зомбованими поразкою, нещадного чоловічого світу, без майже ніяких жінок на екрані. Це найкращий фільм Нолана. Він також має найкращий саундтрек Ганса Ціммера: моторошний, пронизливий, наповнений відчаю супровід у кошмар (…). Ціммер створює безперервну пантональну елегію, що імітує звук піке бомбардувальника, і він працює в контрапункті до оглушливої артилерії і кулеметного вогню (…)».
У рецензії видання «Variety» Пітер Дебрюж зазначив наступне: «Немає сумнівів в тому, що зіркою цього фільму є сам Нолан, якому вдається захопити увагу глядачів трьома сюжетними лініями, хронологічними, але не синхронними, і знайти унікальний і хитрий спосіб зібрати їх разом. Хоча тема фільму далека від „Початку“ і „Темного лицаря“, результат можна виразно назвати „фільмом Нолана“ — починаючи від ефекту повного занурення до витонченої манери режисера маніпулювати простором і часом».
Тодд Маккарті у відгуку для «The Hollywood Reporter» також похвалив фільм, назвавши його «імпресіоністським шедевром», і написавши: «Всі фільми Нолана мають інтенсивний візуал, а „Дюнкерк“ і поготів, зважаючи на розрідженість і строгу функціональність діалогів. Це не воєнний фільм з натхненних промов, ліричних відступів про бажання повернутися додому або сподівання на майбутнє. Ні, він про те, що коїться тут і зараз, і обговорюється в умовах, які вимагають як нескінченного очікування, так і миттєвої реакції. Гарді, ймовірно, має півдюжини реплік за весь фільм і, завдяки масці, грає переважно очима — те у чому він дійсно досяг успіхів. Щоправда, ніхто серед касту не виділяється; всі просто виконують свою роботу».
Оглядач «Entertainment Weekly», Кріс Нашаваті дав фільму оцінку «А» і назвав «Дюнкерк» «справжнім, високобюджетним кіно, яке можна назвати Мистецтвом» і «найкращим кінофільмом цього року».

### Топ-списки критиків
- Топ-10 (за алфавітом, не оцінювалися) – Національна рада кінокритиків США[68]
- Топ-10 (за алфавітом, не оцінювалися) – Американський інститут кіномистецтва[69]
- 1-ше місце – Пітер Треверс, Rolling Stone[70]
- 1-ше місце – Entertainment Weekly[71]
- 1-ше місце – Манола Дарґіс, The New York Times[72]
- 1-ше місце – Total Film[73]
- 1-ше місце – Френк Шек, The Hollywood Reporter[71]
- 1-ше місце – Ліндсі Бар, Associated Press[71]
- 1-ше місце – Сонйон Чо, RogerEbert.com[71]
- 1-ше місце – Макс Сеа, Salon[71]
- 1-ше місце – Річард Вітакер, Austin Chronicle[71]
- 1-ше місце – Кріс Бамбрей, JoBlo[71]
- 1-ше місце – Тім Ґрірсон, Screen Daily (Screen International)[71]
- 1-ше місце – Мал Вінсент, The Virginian-Pilot[71]
- 2-ге місце – Девід Ерліх, IndieWire[71]
- 2-ге місце – Нік Шаґер, Esquire[74]
- 2-ге місце – Кол Нідхем, IMDb[71]
- 2-ге місце – Time Out London[71]
- 2-ге місце – Кері Дарлінґ, Houston Chronicle[71]
- 3-тє місце – Consequence of Sound[71]
- 3-тє місце – Джейк Койл, Associated Press[71]
- 3-тє місце – Вокер Кінґ, RogerEbert.com[71]
- 4-те місце – Мара Рейнштейн, Us Weekly[71]
- 4-те місце – Кіт Сімантон, IMDb[71]
- 5-те місце – Крісті Лемір, RogerEbert.com[71]
- 5-те місце – GameSpot[71]
- 6-те місце – Empire[71]
- 6-те місце – Марджорі Баумґартен, Austin Chronicle[71]
- 7-ме місце – NME[71]
- 7-ме місце – Енн Томпсон, IndieWire[71]
- 7-ме місце – Дональд Кларк і Тара Бреді, The Irish Times[71]
- 7-ме місце – Стефані Захарек, Time[75]
- 8-ме місце – Ілай Ґласнер, CBC News[71]
- 8-ме місце – Ґері Томпсон, Philadelphia Daily News[71]
- 8-ме місце – А. А. Доуд, The A.V. Club[71]
- 9-те місце – Sight & Sound[76]
- 9-те місце – Алонсо Дуральде, TheWrap[71]
- 10-те місце – Енн Горнадей, The Washington Post (ділить з фільмами «Темні часи» і «Їх зоряний час»)[77]
- 10-те місце – Тодд Маккарті, The Hollywood Reporter[71]